# 고재현 (축구 선수)
고재현(高在賢, 1999년 3월 5일~ )은 대한민국의 축구 선수로, 포지션은 오른쪽 윙어, 공격형 미드필더, 센터포워드이며, 대구 FC 소속으로 현재 김천 상무로 군 복무 중이다.

## 구단 경력

### 대구 FC
2018 시즌을 앞두고 대구 FC에 입단했다. 3월 10일 수원 삼성 블루윙즈와의 경기에서 K리그 데뷔전을 치렀다.

### 서울 이랜드 FC
2020 시즌 여름이적시장을 통해 정정용 감독이 이끌고 있는 K리그2 서울이랜드로 6개월 단기 임대이적 하였다. 
6월 28일 8라운드 부천 FC 1995와의 경기에서 바로 선발출전하여 좋은 움직임을 보여줬다. 
8월 9일 14라운드 전남 드래곤즈와의 
경기에서 후반시작과 동시에 이상민의 
크로스를 받아 가슴 트래핑 후 중거리 발리슛으로 자신의 프로통산 첫 골을 넣었다. 
22라운드 경남전에서 레안드로의 땅볼 크로스를 밀어넣으며 결승골을 기록했다. 이 결승골로 서울이랜드는 승격 플레이오프 4위로 순위를 끌어 올리게 됐다.
2021년 시즌 임대 계약을 연장했다.

### 대구 FC
2022 시즌을 앞두고 대구 FC로 임대복귀했다.
전북 현대 모터스와의 K리그 2라운드 경기에서 첫 골을 기록하며 무승부로 이끌었고, 2라운드 베스트 11에 이름을 올렸다.
김천 상무와의 3라운드 경기에서도 지난 경기에 이어 골을 넣으며 팀의 1:0 승리와 시즌 첫 승을 이끌었다.

## 국가대표 경력
2019년 FIFA U-20 월드컵 최종명단에 포함되었다. 포르투갈과의 조별리그 1차전 경기에 중앙미드필더로 선발 출전했다.
그리고 에콰도르와의 준결승전 경기에 선발 출전하여 왕성한 활동량을 보여주는 등 좋은 모습을 보여주었다.
2021년 10월, 싱가포르에서 열린 2022년 AFC U-23 아시안컵 예선전에 참가하는 대한민국 U-23 대표팀에 차출되었다. 첫 경기인 필리핀과의 경기에서 1골 1어시스트를 기록했다.

## 수상

### 팀

#### 대구 FC
- FA컵 우승: 2018

#### 대한민국 U-20
- FIFA U-20 월드컵 준우승: 2019